# Dragon Guardian
Dragon Guardian（ドラゴンガーディアン）は、勇者アーサーが2007年に始めた日本のスピードメタル・プロジェクトである。2007年始動後は毎年アルバムをリリースし、2009年にサウンドホリックからメジャーデビューし、2010年からメディアファクトリーからリリースしている。

## メンバー
- 勇者アーサー (ギター／作曲／作詞／プログラミング)

### サポートメンバー
- Fuki (ボーカル)
- ナイツオブドラゴン刃夜斗[ミカエル咲夜]（シナリオ／作詞）
- KOUTA（ギター）
- 魔法使いyuu（作曲／アレンジ）

#### 旧メンバー
- kicK (ボーカル)
- Leo Figaro(ボーカル)

## 概要
勇者アーサーがプロジェクトを発足。勇者アーサーによれば「アニメソングとメロディック・スピードメタルを融合させた音楽を作るために始動させた」と語っている。
1stアルバム『聖邪のドラゴン』は、ディスクユニオン全店で2008年度、最も売れたメタルアルバムに輝く。
3rdアルバム『Dragonvarius』は、BURRN!のレビューで８７点の高得点がついた。また、この『Dragonvarius』収録の『暗黒舞踏会』はコナミデジタルエンタテインメントの音楽ゲーム『GuitarFreaksXG3』と『DrumManiaXG3』に収録された。
5thアルバム『聖魔剣ヴァルキュリアス』はオリコンデイリー26位にランクイン。
鈴木このみ6thシングル「This game」の初回盤のカップリングで太陽曰く燃えよカオスの編曲を担当。Disarmonia Mundiのメンバーもボーカルでゲスト参加している。

## 来歴
- 2006年7月、音楽投稿サイトmuzieにて1stデモ「竜の翼の物語～旅立ち～」を公開。
- 2007年1月、2ndデモ「竜神の裁き」音楽サイトmuzieにて公開。
- 2007年12月、コミックマーケット73にて1stアルバム『聖邪のドラゴン』を発売。
- 2008年8月、コミックマーケット74にて2ndアルバム『遙かなる契り』を発売。
- 2009年1月、kicK（ボーカル）が脱退を表明。
- 2009年5月、メジャーデビュー作である3rdアルバム『ドラゴンヴァリウス』をサウンドホリックより発売。
- 2010年7月、レーベルをメディアファクトリーに移し『真実の石碑』を発売。
- 2011年12月、5thアルバム『聖魔剣ヴァルキュリアス』（メディアファクトリー）を発売。
- 2012年12月、ベストアルバム『Best Of The Dragon Guardian Saga』（メディアファクトリー）を発売。
- 2015年9月、6thアルバム『少年騎士と３人の少女の英雄詩』を発売。

## ディスコグラフィー

### コラボレーションアルバム
出典

#### Dragon Guardian＆KNIGHTS OF ROUND 「桜牙」名義

##### シングル
- 新選組散華録（2010年、Dragon Guardian、DRAGON-07）
- 新選組悲恋歌（2010年、Dragon Guardian、DRAGON-08）
- POLIPHONY（2010年、Dragon Guardian、DRAGON-10）

##### アルバム
- 新選組魔戦記（2011年、メディアファクトリー、FAMC-56）

- 桜牙列伝（2011年、Dragon Guardian、DRAGON-09）※Dragon Guardian&KNIGHTS OF ROUND“桜牙” feat.Leo Figaro名義
- 忠臣蔵鬼倒伝（2014年、Dragon Guardian、DRAGON-13）
- 輪廻のウロボロス（2015年、Dragon Guardian、DRAGON-14）

#### DRAGON GUARDIAN feat. LEO FIGARO名義
- FAIRYTALE（2012年、Dragon Guardian、DRAGON-11）
- SWORDMASTER FROM THE ETERNAL SKY（2013年、Dragon Guardian、DRAGON-12）
- Eternal Sword（2014年、Dragon Guardian、DRAGON-14）
- ラグナロク～神々の黄昏～（2016年、Dragon Guardian、DRAGON-16）[11]
- Tactics Of God Wars（2017年、Dragon Guardian、DRAGON-17）[12]

#### DRAGON EYES

##### アルバム
- DRAGON EYES（2013年、RED EMPEROR RECORD、RER-0006）
- Prayer For The Sad Stories（2015年、RED EMPEROR RECORD、RER-0007）

#### その他
- VELGA（2010年、Dragon Guardian、DRAGON-04）※Dragon Guardian feat IZNA名義
- 蒼之志士（2010年、Dragon Guardian、DRAGON-05）※Dragon Guardian feat.JUN名義